# Церковь Святого Леодегарда
Коллегиа́льная и приходска́я це́рковь Свято́го Леодега́рда при Дворе́ (нем. Stifts- und Pfarrkirche St. Leodegar im Hof), также Хо́фкирхе (нем. Hofkirche, в дословном переводе: «Придворная церковь») — католическая церковь в Люцерне, один из архитектурных символов города. Считается самым значительным строением эпохи позднего Возрождения в Швейцарии.

## История

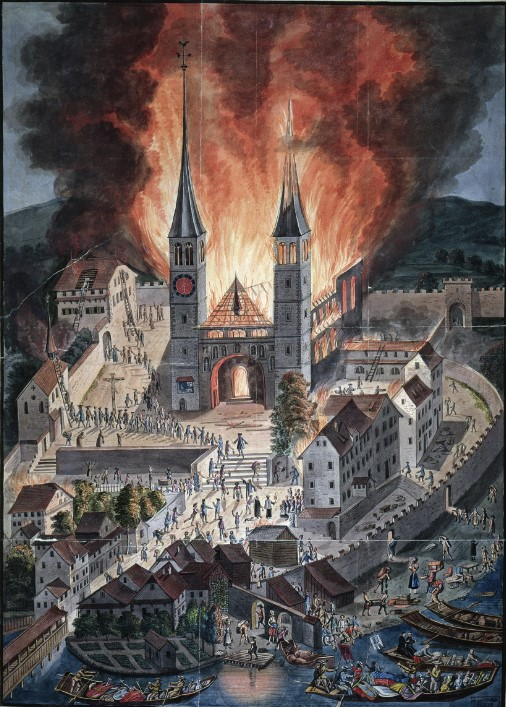
Пожар Хофкирхе (1633)

Небольшой монастырь в честь святого Маврикия на месте нынешней церкви св. Леодегарда существовал уже в 735 году, а первая построенная там церковь упоминается в первой половине IX века и относится к периоду введения в нём бенедиктинских правил. Во второй половине XII века было возведено церковное здание в романском стиле, носящее имя святого Леодегария, с двумя квадратными башнями и располагавшейся на верхнем этаже капеллой архангела Михаила. В 1291 году права на монастырь и все его постройки были приобретены у владевшего им аббатства Мурбах королём Рудольфом I из рода Габсбургов. В 1345 году с восточной стороны был пристроен новый — готический — хор, старый же был объединён с наосом. В начале XVI века обе башни были выстроены заново, а в конце того же столетия полностью перестроена капелла архангела Михаила. К этому времени собственником монастыря стал уже город Люцерн, а сам он был преобразован в каноникат с несколько более свободными правилами для живших в нём клириков.
Вечером пасхального воскресенья 27 марта 1633 года один из кровельщиков получил задание выстрелами согнать галок, гнездившихся на церковной крыше, однако он действовал при этом настолько неумело, что сначала воспламенилась сухая деревянная крыша, а затем за ночь до самых её стен выгорела и вся остальная церковь. Решение о возведении нового здания было принято незамедлительно, учитывая и тот факт, что Хофкирхе служила собором для жившего в Люцерне папского нунция. На стройке, первый камень которой был заложен уже 1 сентября, одновременно было занято до 140 человек, в том числе 54 каменщика, причём основные размеры сгоревшего строения были сохранены, а устоявшие при пожаре башни вновь стали частью западного фасада. На пасхальные праздники 1638 года в новой церкви святого Леодегарда были проведены первые богослужения, но освящение состоялось только в 1644 году по окончании работ над её интерьером.
Период с конца XVIII века был ознаменован внесением незначительных изменений в конструкцию и отделку церковного здания, от части из которых при последующих реставрациях было решено отказаться, чтобы вернуться к его первоначальному облику.

## Использование

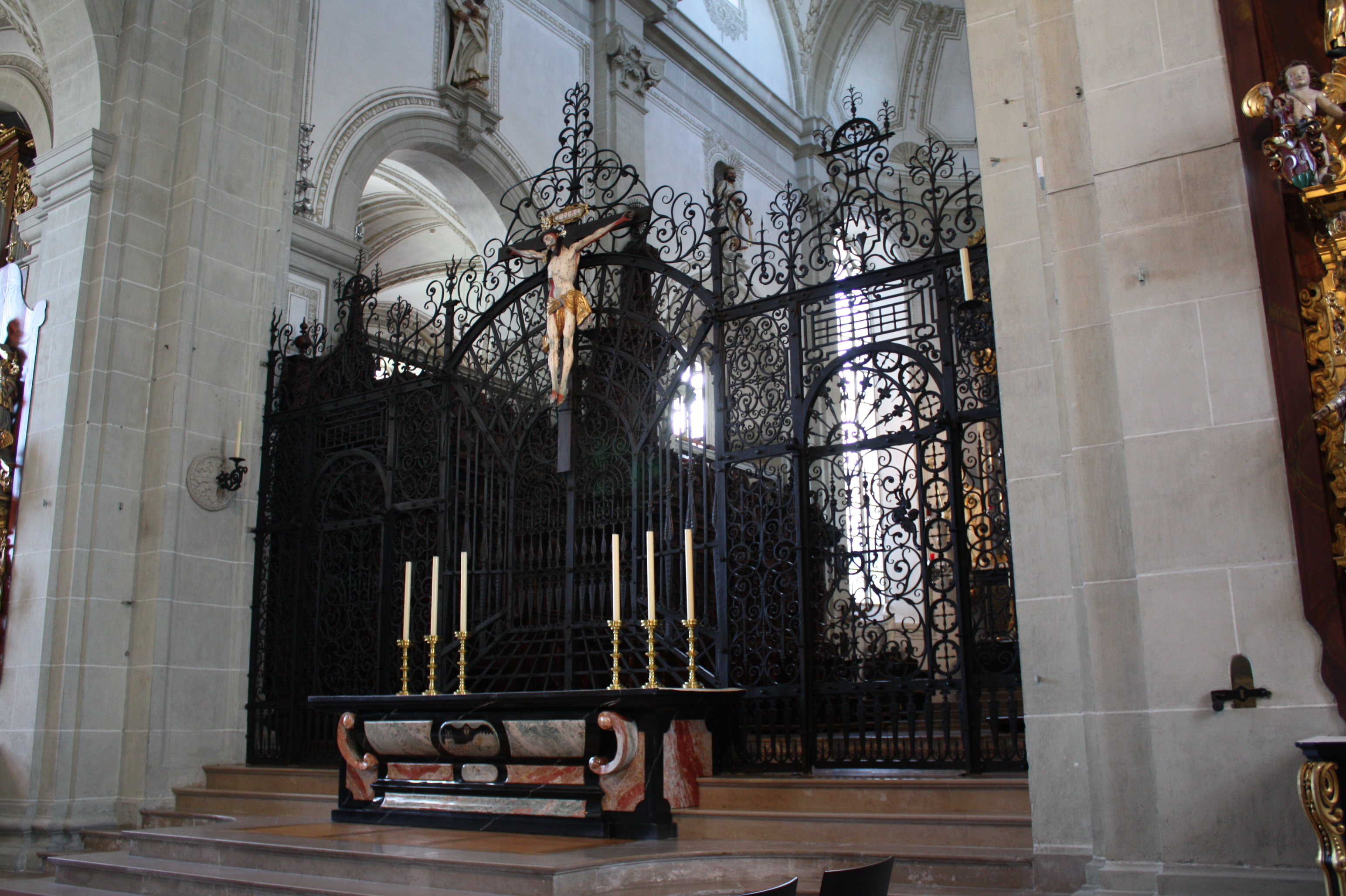
Вид на хор

С 1822 года Хофкирхе, чья общая страховая сумма составляет 38 миллионов франков, поделена между двумя собственниками: хор принадлежит каноникату святого Леодегарда, иерархически подчиняющемуся епископу Золотурна, права на остальную церковь находятся у католической общины Люцерна. В обязанности каноников — общей численностью от 9 до 12 человек, избираемых, как правило, из вышедших на пенсию священников или учителей религии и живущих в зданиях вокруг церкви, — входит совместная часовая молитва в хоре, которую они проводят дважды в день, а также ежедневное богослужение для прихожан. Они вносят свою часть и в финансирование реставрационных работ (наряду с католической общиной, городским бюджетом и пожертвованиями со всей Швейцарии), которые только в 2000 — 2001 годах потребовали 5,3 млн франков.
Службы, сопровождаемые органной музыкой, церковным пением и йодлем, посещают до 800 человек. Кроме того проводятся регулярные органные концерты и экскурсии по церкви и церковной сокровищнице, в которой хранятся многочисленные реликвии, датируемые XII—XVIII веками.

## Архитектурные особенности

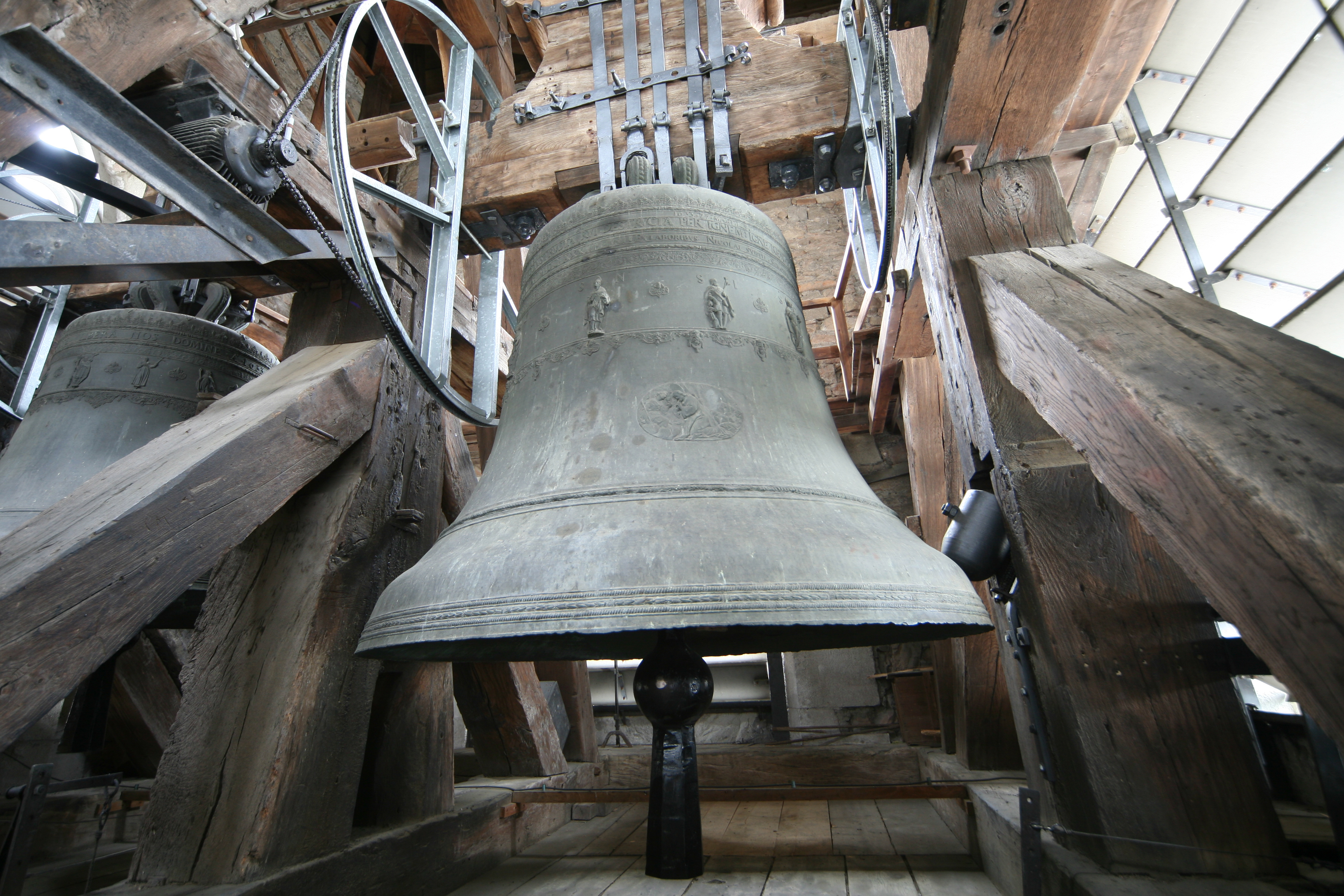
Самый большой колокол Хофкирхе

Здание церкви в целом является трёхнефной базиликой с относительно узким, напоминающим его готического предшественника, центральным нефом, своды которого опираются на шесть пар колонн и плавно перетекают в хор. Принятое при строительстве новой церкви решение сохранить уцелевшие при пожаре старые башни и лишь незначительно увеличить размеры здания полностью определяет его сегодняшнюю форму. Сами башни, в поперечном сечении представляющие собою квадрат со стороною 9 метров, имеют покрытые медью остроконечные восьмиугольные крыши, поднимающиеся на высоту 69 метров и увенчанные украшенным лилией крестом и флюгером с изображениями петуха, солнца и луны. В нише с фасадной стороны северной башни можно видеть скульптурную группу взятия под стражу Иисуса Христа, выполненную из песчаника в 1512 году. Шесть колоколов, отлитых в 1381—1633 годах, украшенных рельефами 70 святых и весящих от 730 до 5250 кг, являются самым большим и старейшим колокольным набором в Швейцарии.

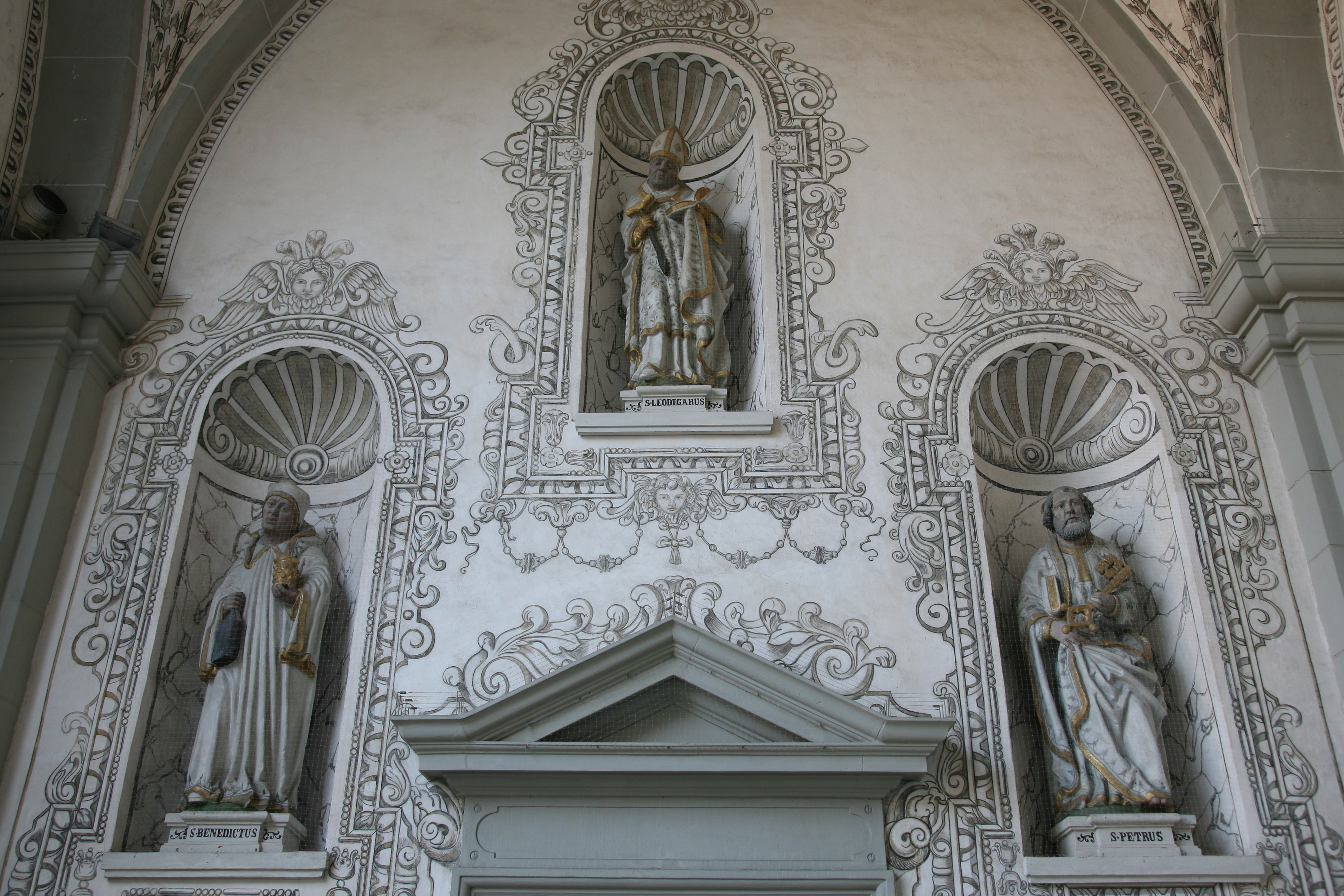
Северная стена вестибюля

На средней части западного фасада, которая после пожара была выстроена заново, находятся герб Люцерна, фигуры небесных патронов св. Леодегарда и Маврикия, а также побеждающего дьявола архангела Михаила, расположенного на уровне его капеллы на втором этаже. В 1788 году верхняя часть фасада была перестроена в стиле барокко и на ней были установлены часы. Остальные стороны здания, поддерживающиеся дорическими колоннами, представлены более скромно и лишены каких-либо украшений.
В нишах просторного вестибюля размещены шесть статуй святых, пять из которых — Бенедикта, Леодегарда, Петра, Николая и Маврикия — стояли на фасаде до пожара 1633 года, а шестая (св. Климента) была установлена в 1640 году. Двери, ведущие в храм, украшены рельефами патронов церкви и выполнены в виде портала, олицетворяющего собою переход из мирского в сакральное, над которым возвышается фигура Богоматери с младенцем Иисусом.

## Интерьер

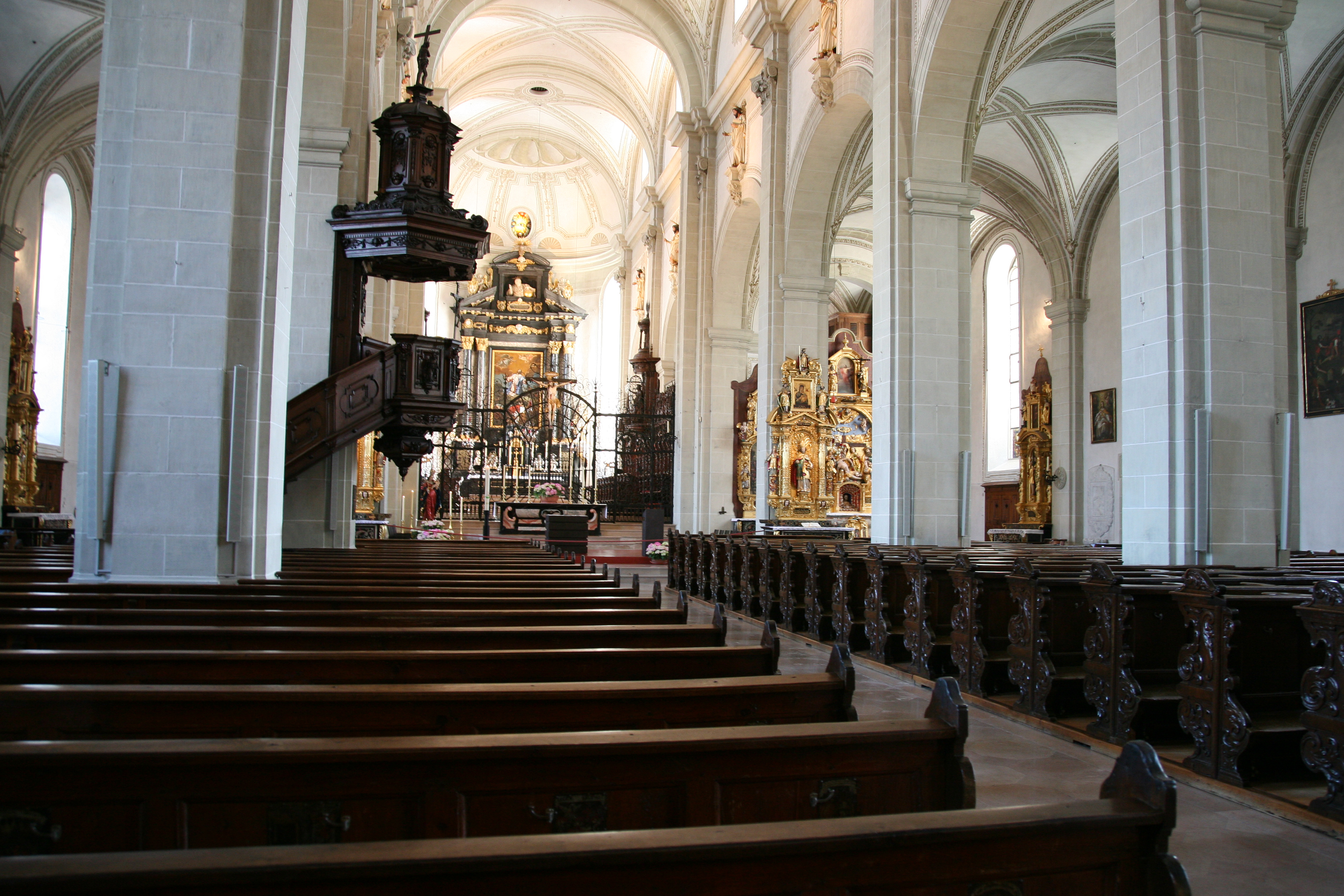
Вид с западного входа

За редким исключением весь современный интерьер Хофкирхе относится к периоду её восстановления после пожара 1633 года и неразрывно связан с именем Никлауса Гайслера (нем. Niklaus Geisler), архитектора и скульптора из южно-немецкого Швайнфурта, известного до того, в частности, по выполненной им кафедре в люцернской церкви францисканцев. 13 алтарей, купель, кресла в хоре, кафедра, корпус главного органа, статуи святых над эмпорами центрального нефа являются произведениями этого разностороннего мастера.
Изготовленная Иоганном Райффлером (нем. Johann Reiffler) из Констанца металлическая решётка отделяет хор от остального помещения и состоит из трёх частей: центральная имеет форму двойных ворот, в боковых находятся арочные двери для прохода к хору. 42 резных деревянных сидения последнего украшены расположенными над ними фигурами мучеников и святых, многочисленными гербами и двумя балдахинами с Богородицей и архангелом Гавриилом. Главный алтарь, пожертвованный папским нунцием, изготовлен из чёрного мрамора со вставками белого алабастра по проекту, присланному из Рима. Его картина изображает сцену молитвы Христа на Масличной горе.

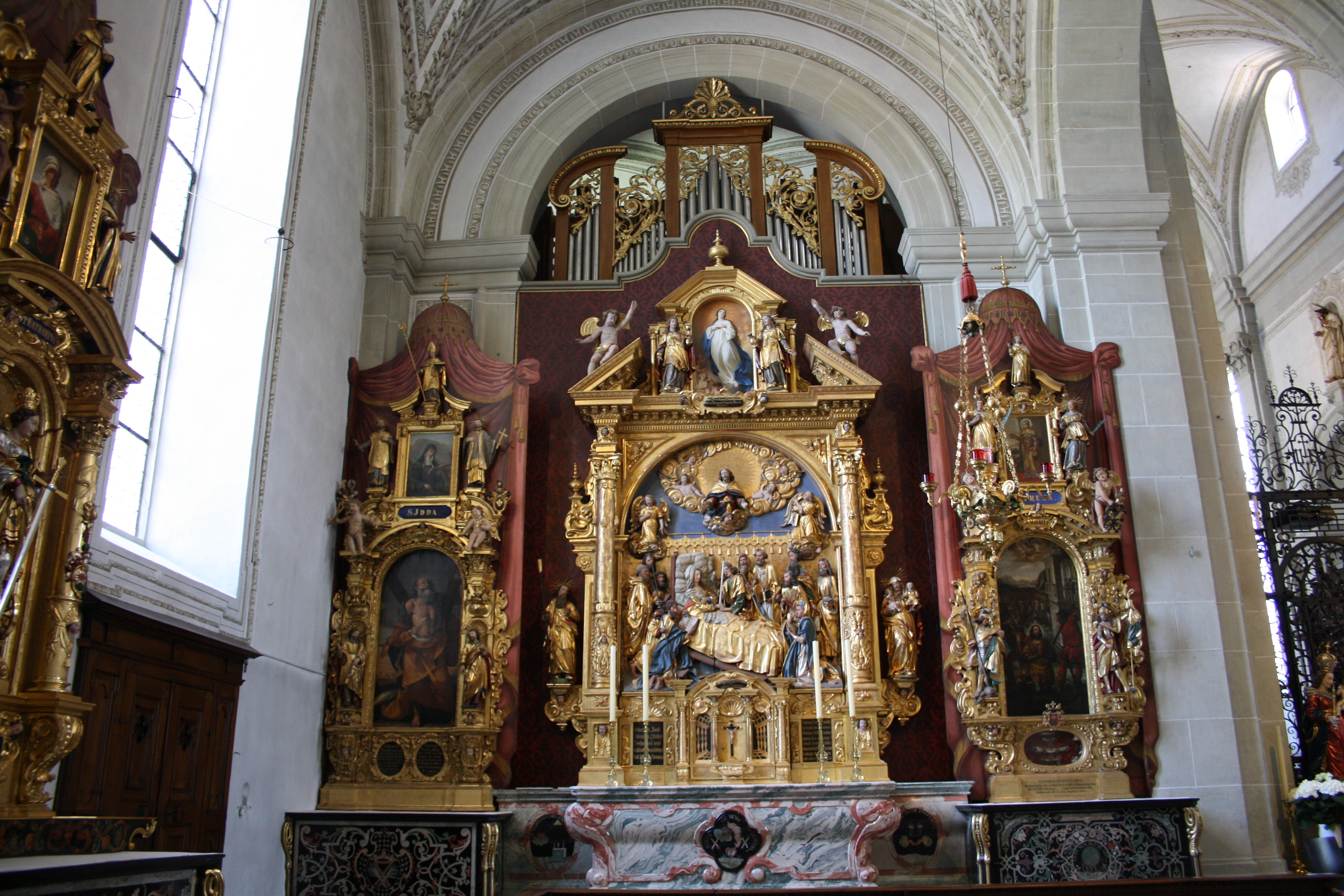
Алтари северного нефа

Единственный алтарь, не относящийся ко времени восстановления церкви, находится на входе в хор под распятием Христа, выполненным в стиле барокко начала XVI века размером почти в человеческий рост. Небольшие алтари св. Генриха и Николая примыкают к расположенным чуть западнее колоннам. На основной части центрального алтаря южного нефа, спасённой при пожаре, отображается оплакивание Христа — Гайслеру удалось удачно интегрировать её в свою собственную работу. Слева от неё — алтарь св. Леодегарда, справа — св. Бенедикта со сценами из их жизни. В северном нефе находится ещё один из немногих предметов интерьера, чудом вынесенных при пожаре 1633 года: готический рельеф, изображающий Успение Пресвятой Богородицы и изготовленный из липового дерева около 1500 года предположительно немецким мастером Йоргом Вильдом (нем. Jörg Wild), предстаёт ныне в позолоте середины XIX века. По бокам его — алтари св. Андрея и Маврикия. Вознесению Богоматери, а также святым Екатерине и Христофору посвящены небольшие алтари у южной и северной стен, на которых кроме того вывешен цикл картин, повествующий о крёстном пути и своим исполнением точно передающий тяжёлую атмосферу времени их создания: период опустошительной тридцатилетней войны.
Капелла архангела Михаила расположена там же, где и её предшественница: над вестибюлем с западной стороны, откуда по средневековым повериям с наступлением ночи ожидался приход злых сил, от которых он и должен был защищать вход в церковь. Его фигура с огненным мечом и весами занимает центральное место в алтаре у южной стены, находясь в окружении других архангелов и святых. С восточной стороны находится ретабло, изображающее св. Себастиана, получающего крест от Христа.

## Органы

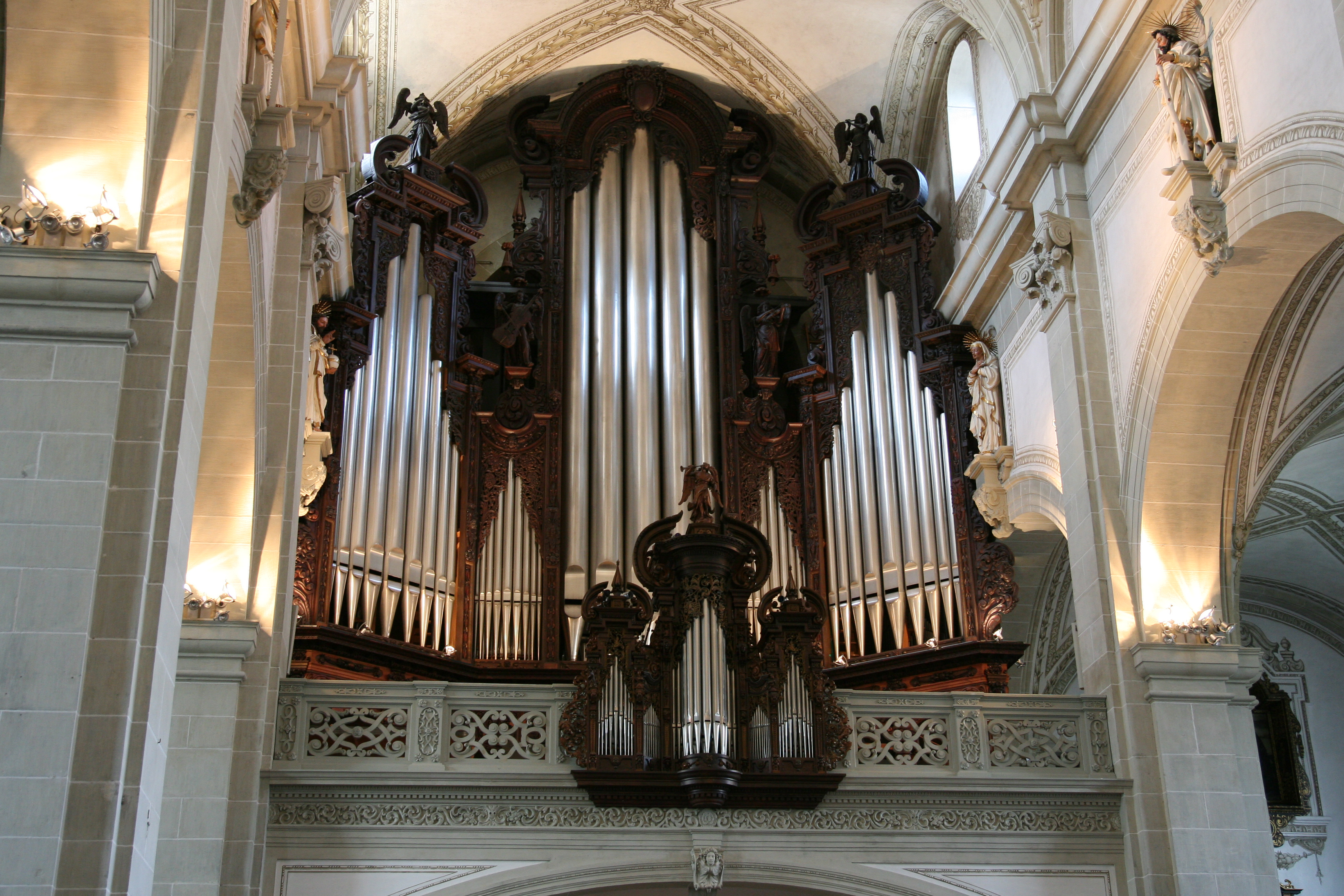
Главный орган

Первое упоминание органа в церкви св. Леодегарда относится к XIV веку. Известно, что в здании, уничтоженном при пожаре 1633 года, располагалось целых четыре таких инструмента. По окончании строительства новой церкви в 1640—1650 годах зальцбургским мастером Гансом Гайслером (нем. Hans Geisler) в ней был установлен орган с 48 регистрами и двумя мануалами, дважды перестроенный в середине и конце XIX века. Взамен ему в 1972—1977 годах был сооружён новый орган, при изготовлении которого частично был использован материал старого инструмента. Его основные характеристики (2015 год):
- 111 регистров,
- 7374 трубы, самая большая из которых имеет длину 10,7 метра и весит 383 килограмма,
- 5 мануалов,
- смешанная (механическая и электрическая) трактура,
- 4 независимых друг от друга источника звука, что позволяет органисту не просто воспроизвести нужный звук, но и выбрать место, откуда тот прозвучит.

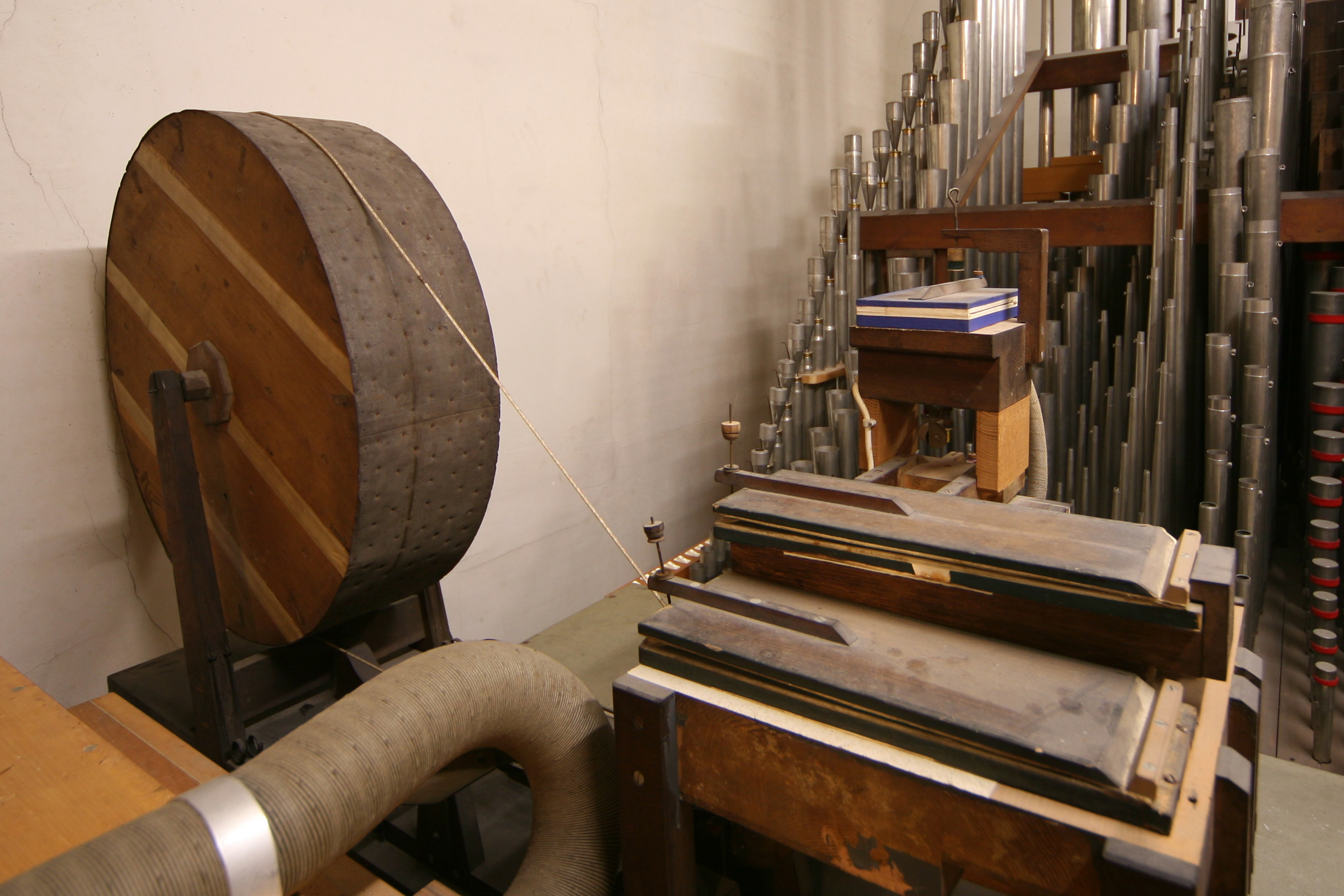
«Дождевая машина»

Особенного упоминания заслуживает не имеющая аналогов в мире так называемая «Дождевая машина» (нем. Regenmaschine): ещё в 1862 году установленная под крышей часть инструмента, представляющая собой изготовленный из жести и дерева барабан, наполненный металлическими шарами, позволяющий получать целую лавину звуков, имитирующих разыгравшуюся непогоду. Мендельсон и Брукнер играли в своё время на этом органе, а Марк Твен в присущей ему ироничной манере писал о концерте, на котором ему довелось побывать:

«Дворцовая церковь славится своими органными концертами. …исполинский орган гудит, и гремит, и грохочет, силясь доказать, что он самый голосистый орган в Европе и что эта тесная шкатулочка-церковь — идеальное место, чтобы почувствовать и оценить его мощь и силу».
Кроме главного органа, находящегося на западных эмпорах, над алтарём Успения Пресвятой Богородицы расположен небольшой орган с механической трактурой, носящий имя его мастера Вальпена (нем. Walpen-Orgel), установленный в 1842 и восстановленный в 2003 году в его первоначальном звучании.

## Наружные постройки

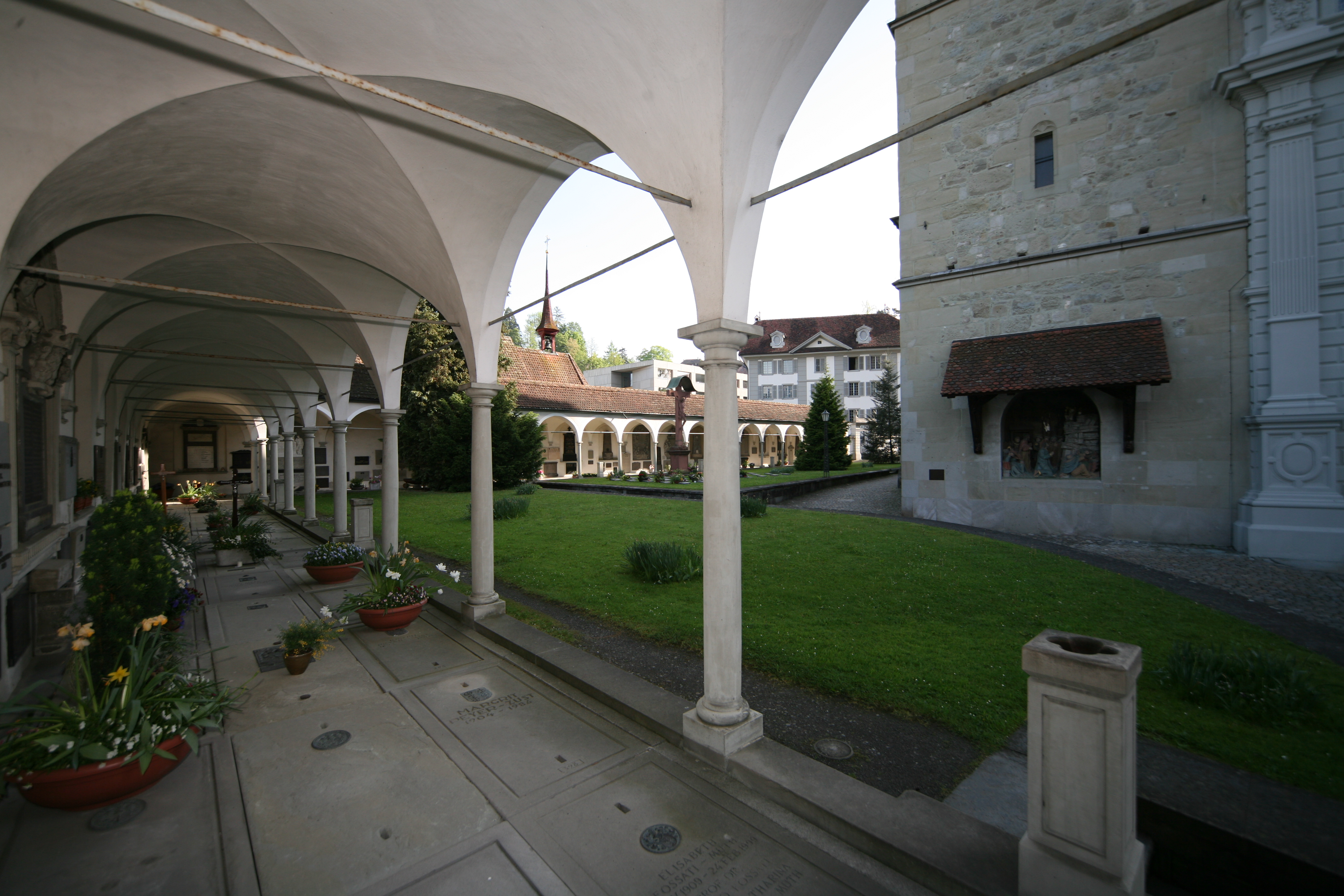
Захоронения Хофкирхе

К церковному комплексу, большей частью по-прежнему находящемуся в собственности канониката, относятся наружные строения, как правило, закрытые для публичного посещения, в том числе: бывший оссуарий св. Леодегарда, сооружённый в XV веке и в 1813 году перестроенный под церковный морг, бывшая коллегиальная школа, являвшаяся первой школой Люцерна, а также здания, предназначающиеся для проживания пробста, капеллана и других каноников. По периметру комплекса расположены захоронения клириков (среди них кардинала фон Бальтазара) и городской элиты, выполненные в виде аркад по примеру итальянского Кампо-Санто и включающие в себя порядка 350 эпитафий и 400 могильных плит, начиная с периода после восстановления церкви, когда захоронения внутри неё были запрещены.
В память об интернированных солдатах французской армии генерала Бурбаки, умерших во время их содержания в Люцерне после франко-прусской войны, в 1896 году на месте их бывшего кладбища во дворе Хофкирхе установлен монумент из красного гранита. Чуть левее лестницы, ведущей к церкви, находится колодец Девы Марии, вода для которого поступает с гор Пилатуса.

## Галерея

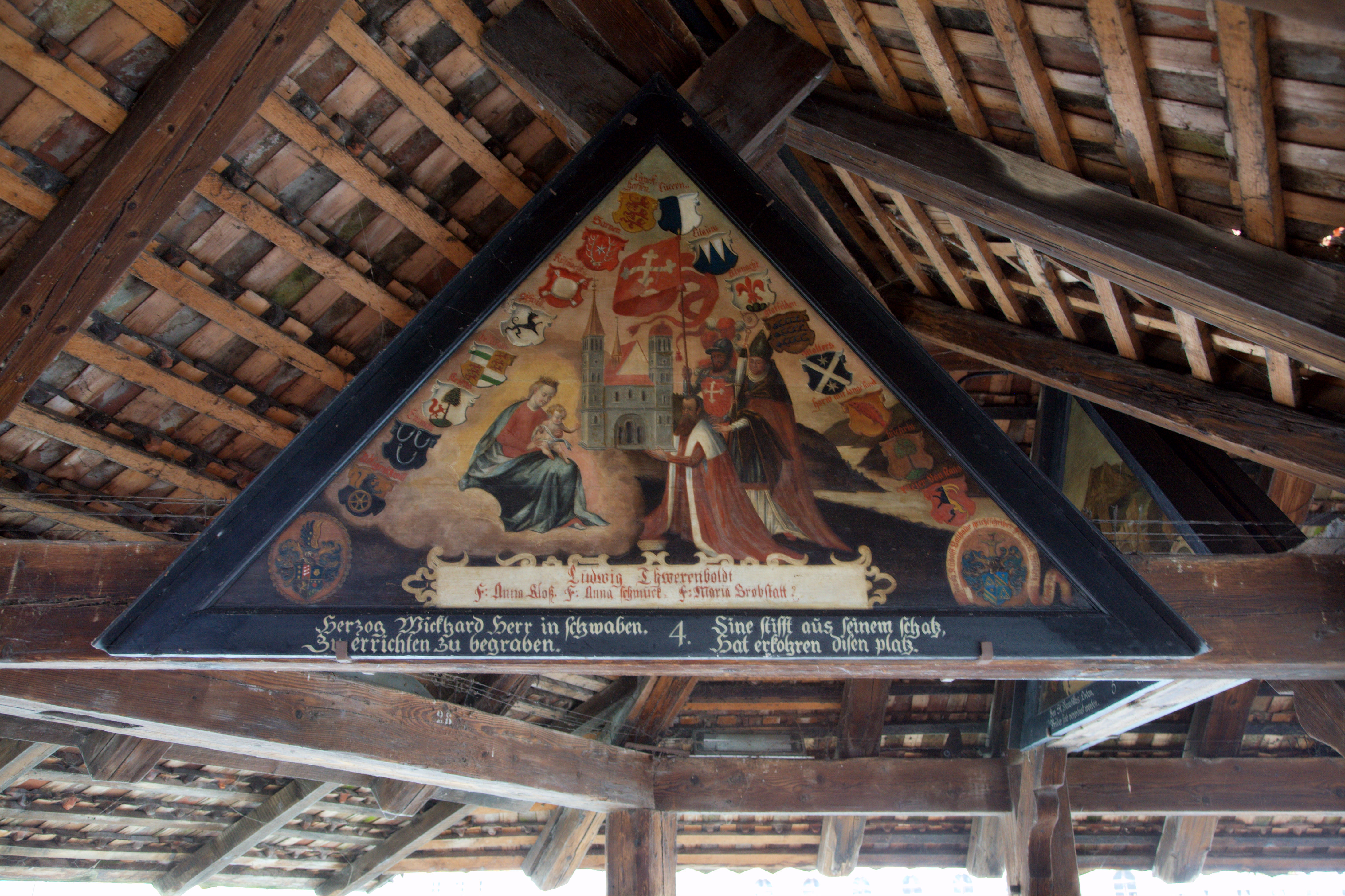
Герцог Вихард преподносит Марии модель Хофкирхе (Капельбрюкке)
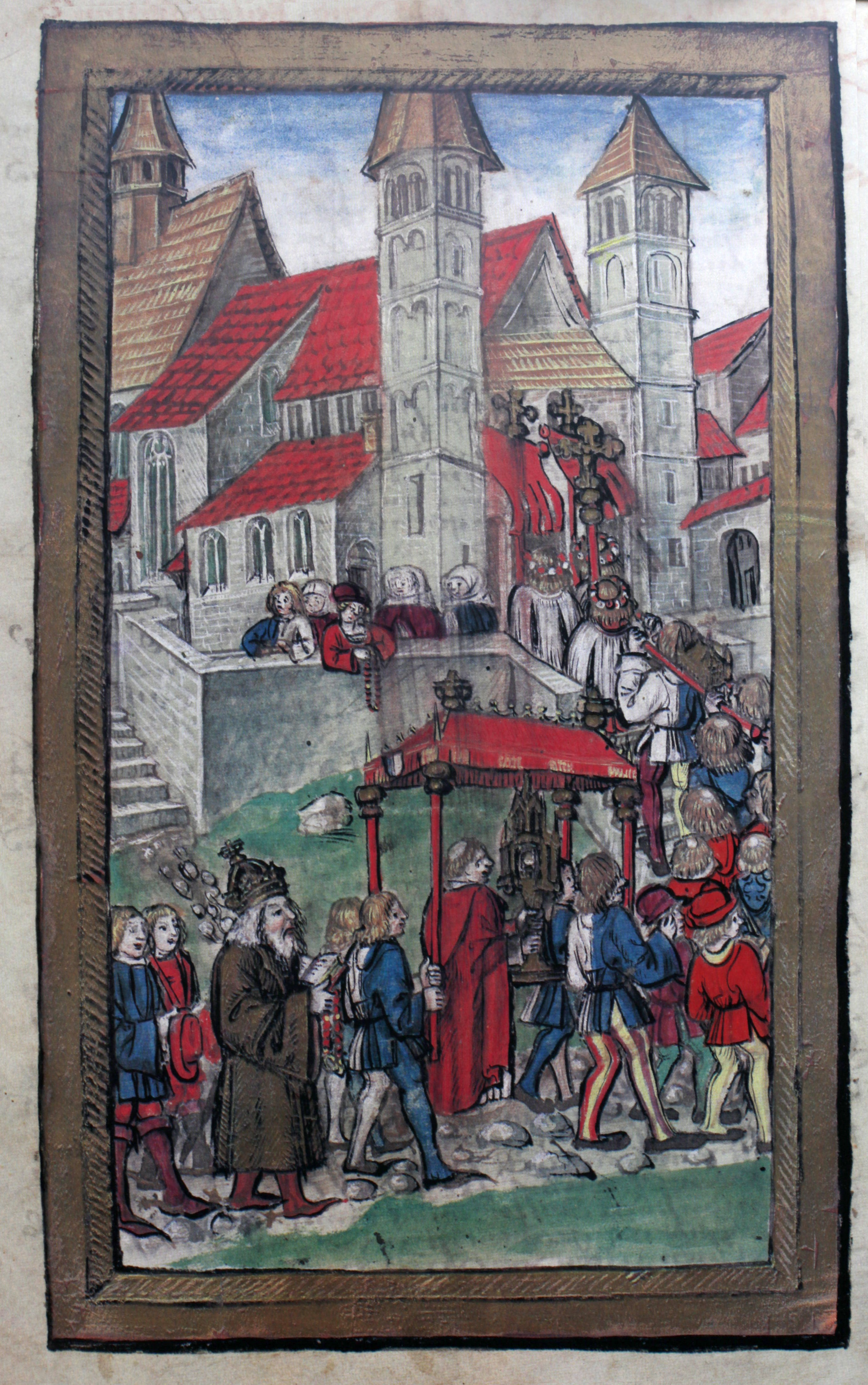
Король Сигизмунд входит в Хофкирхе (1417 год)
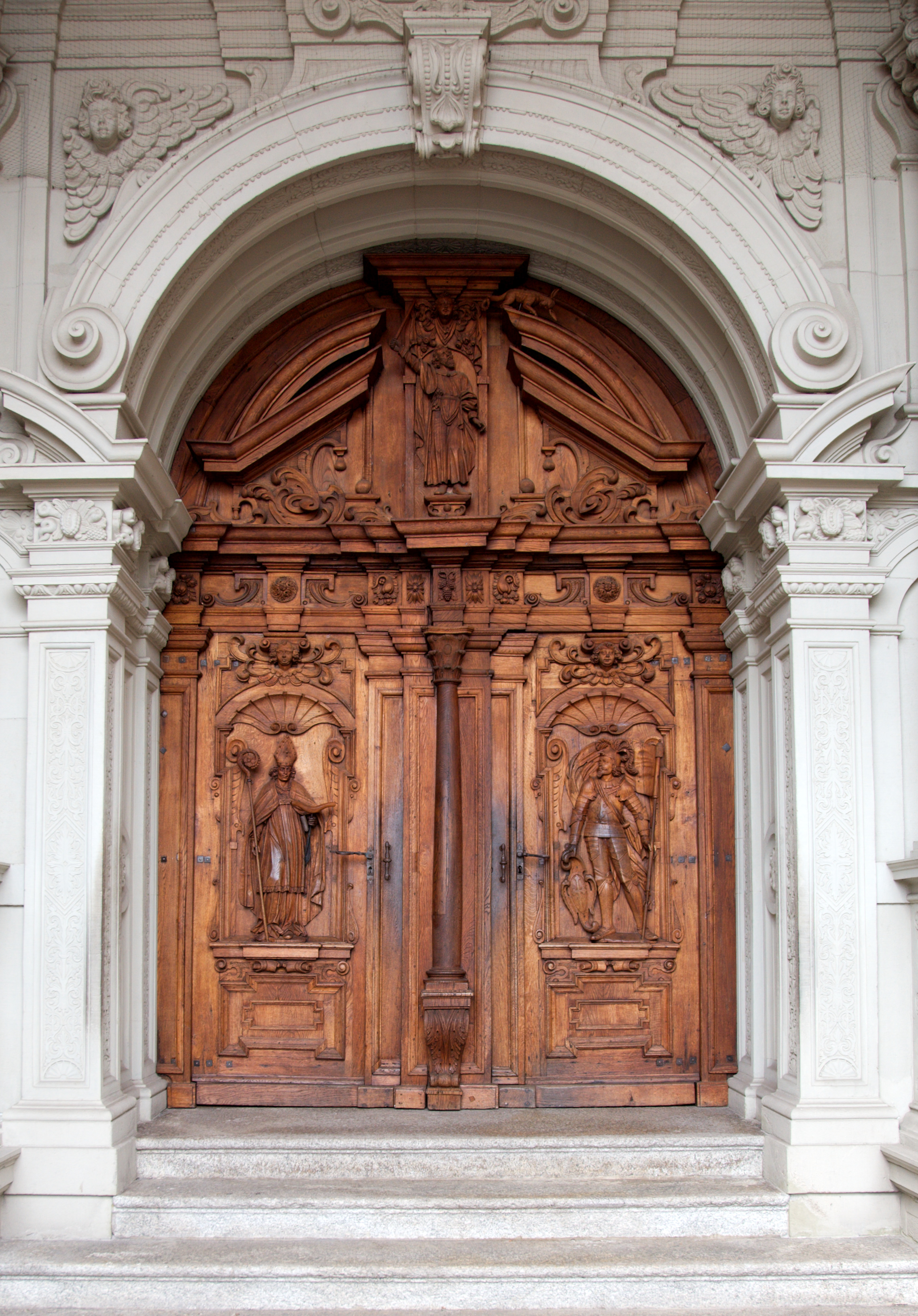
Резные двери главного входа
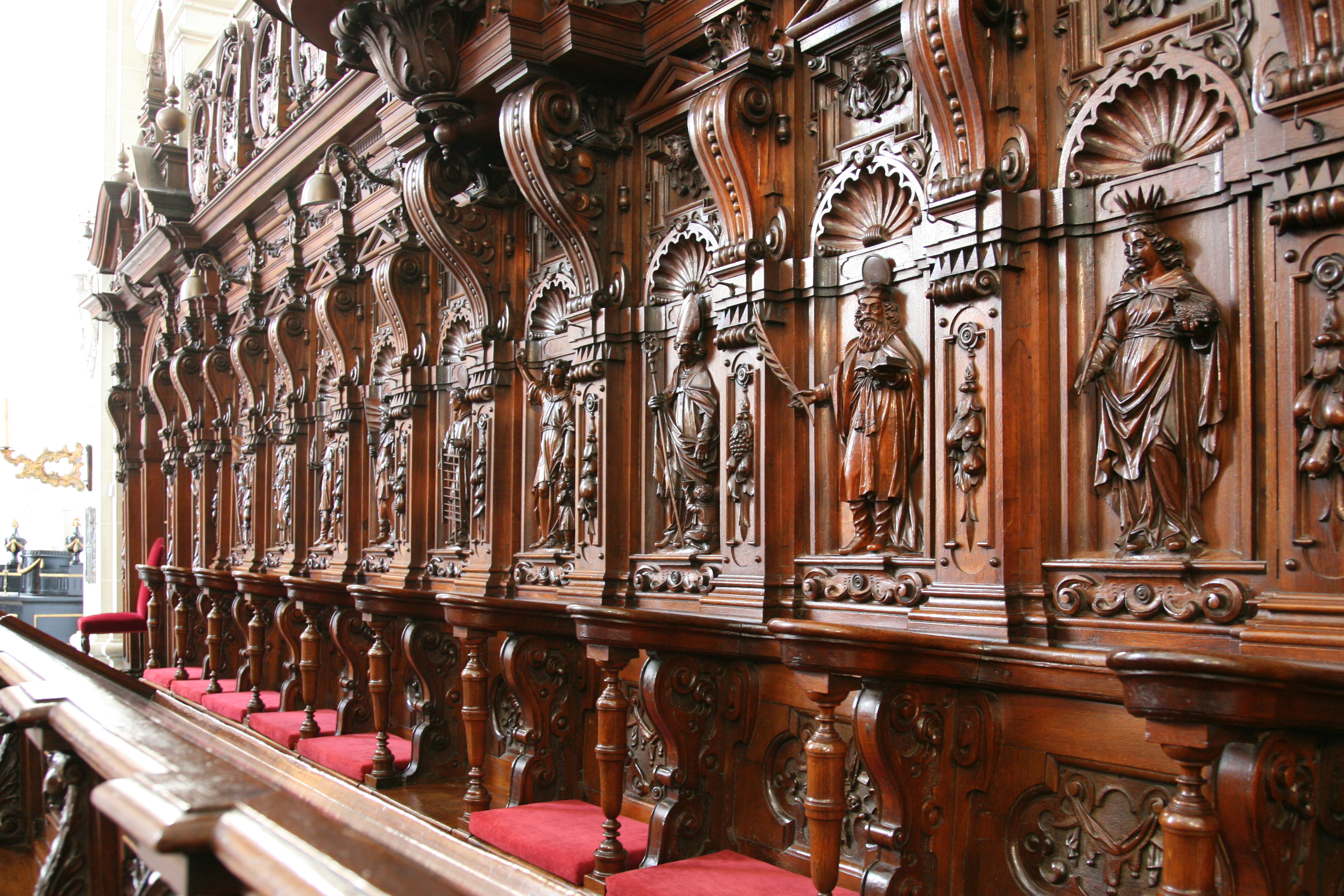
Рельефы над креслами в хоре
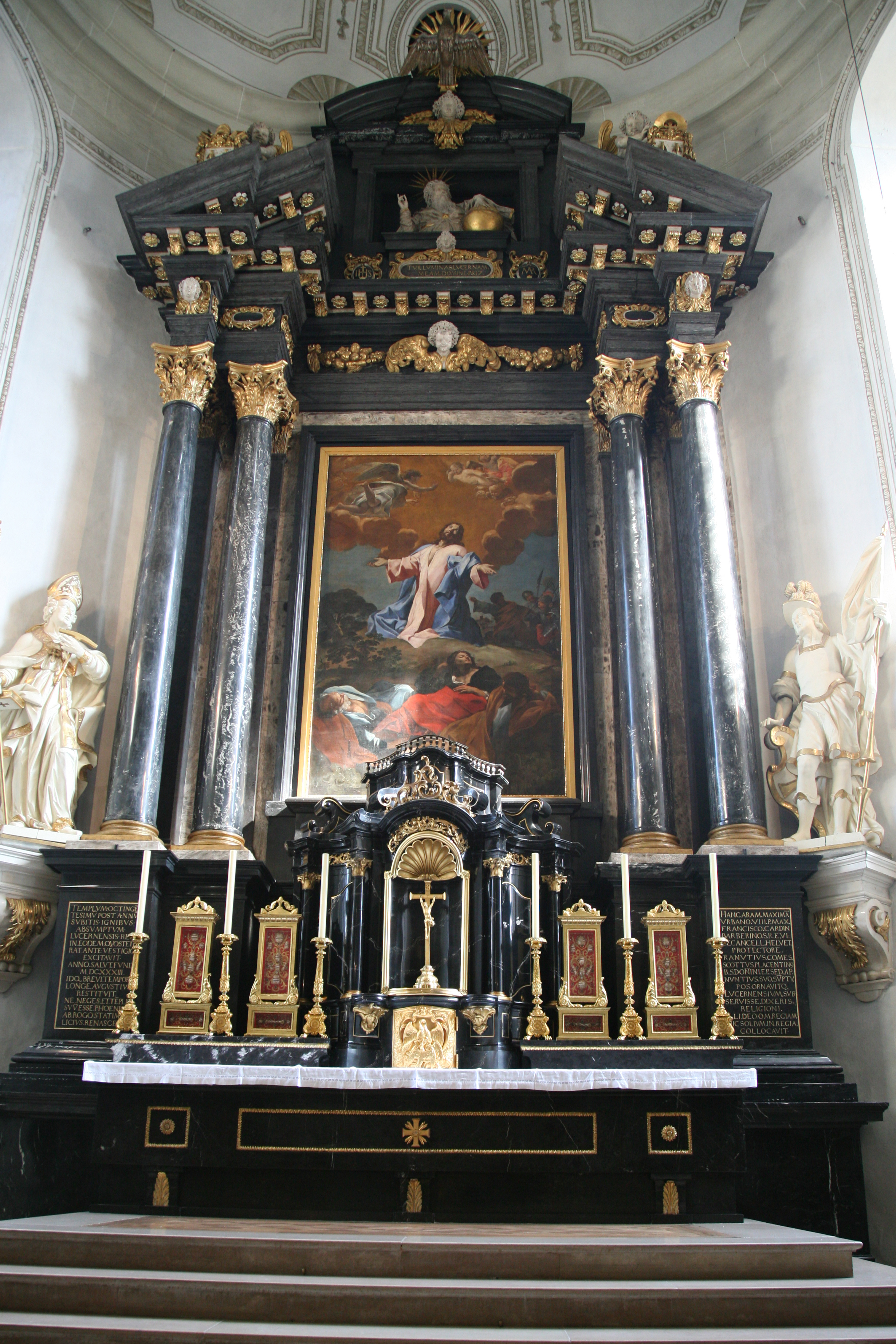
Главный алтарь
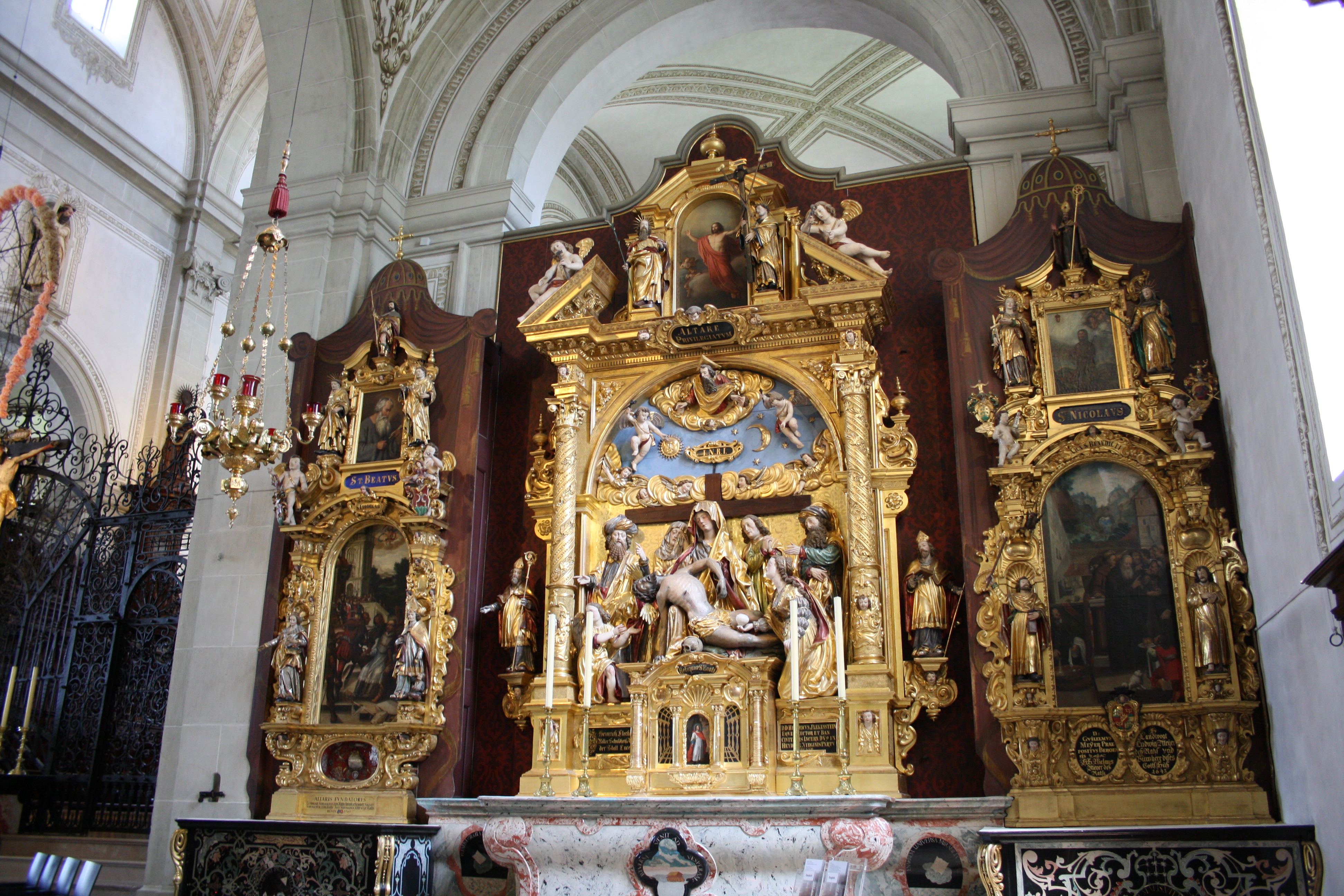
Алтари южного нефа
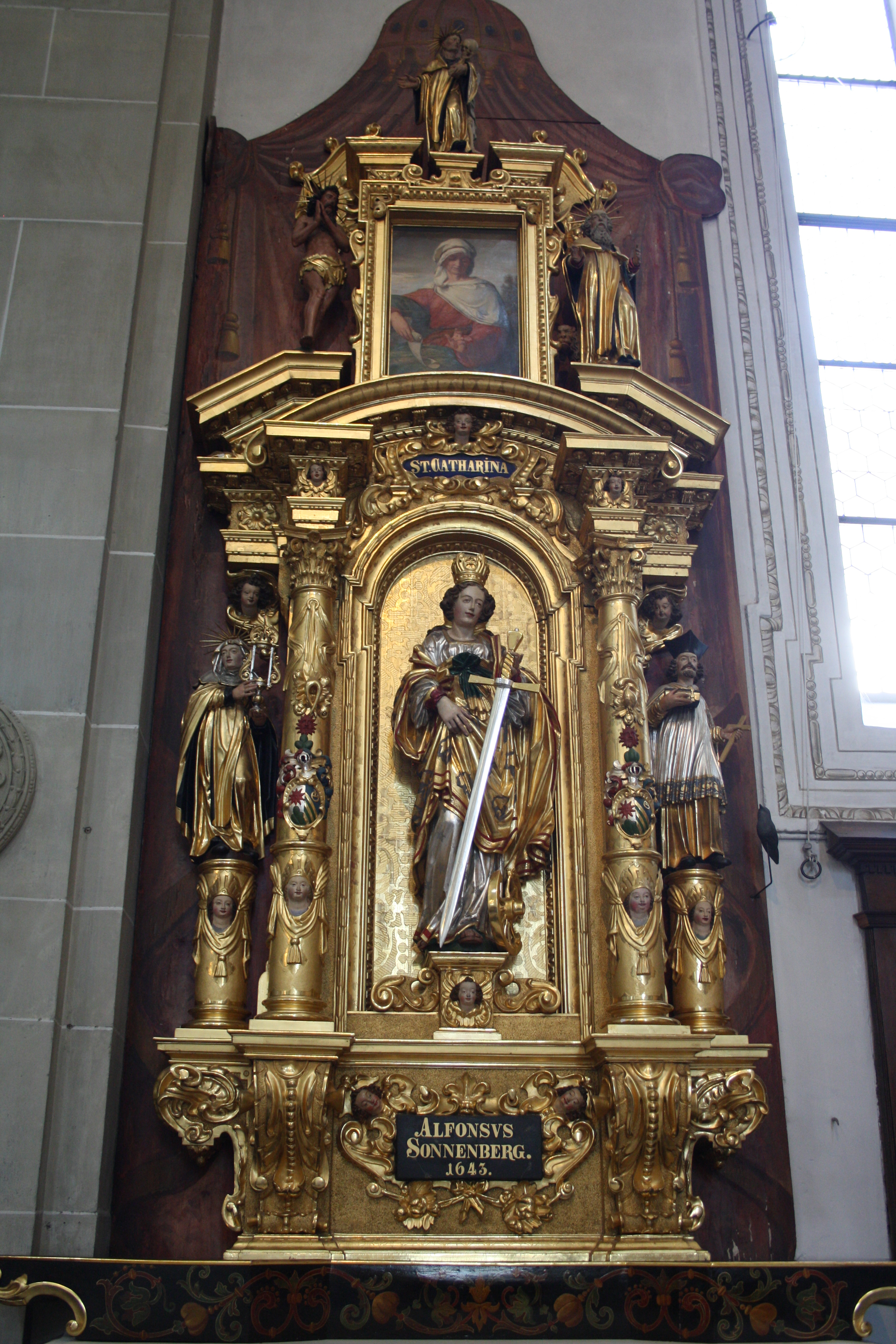
Алтарь св. Екатерины
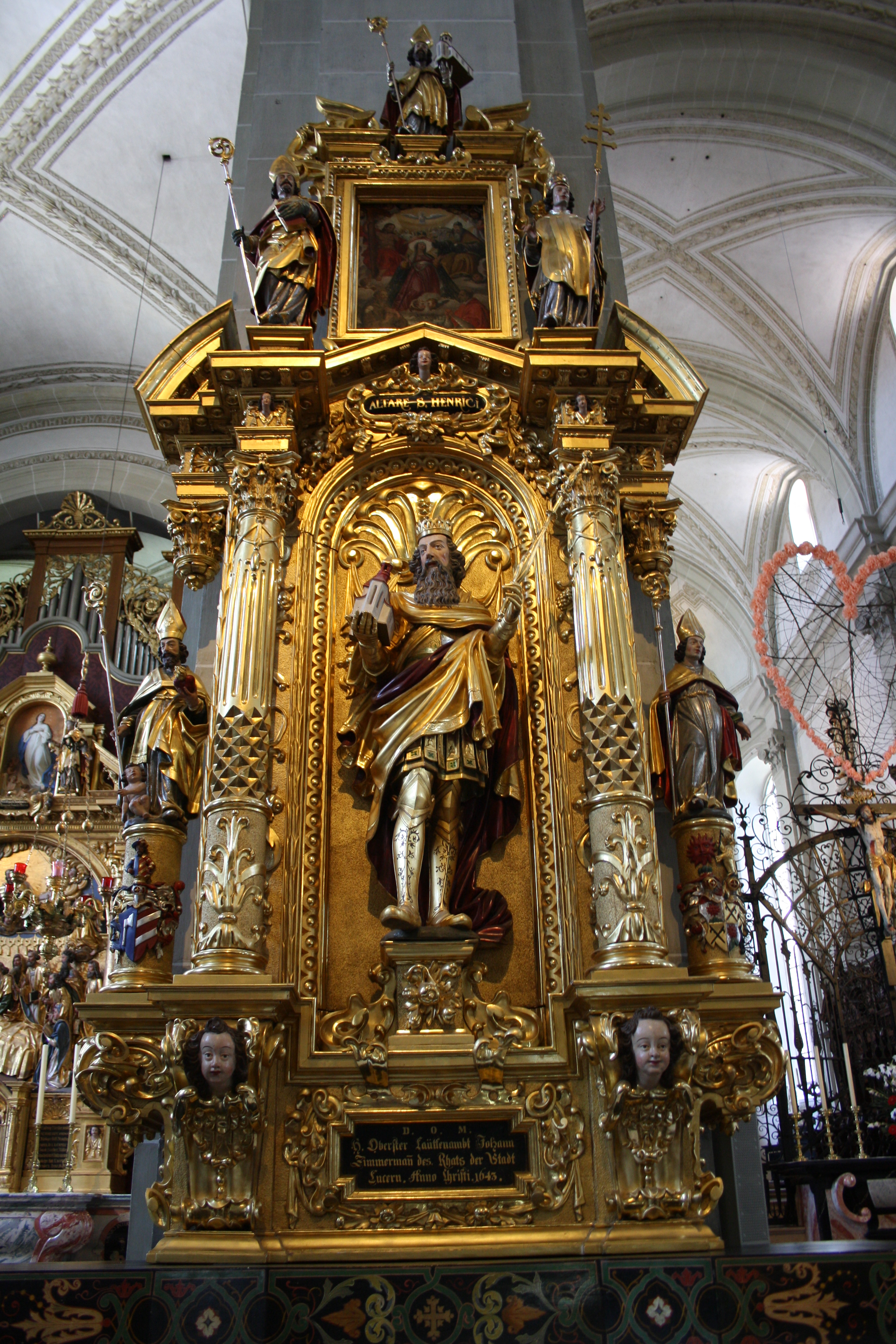
Алтарь св. Генриха
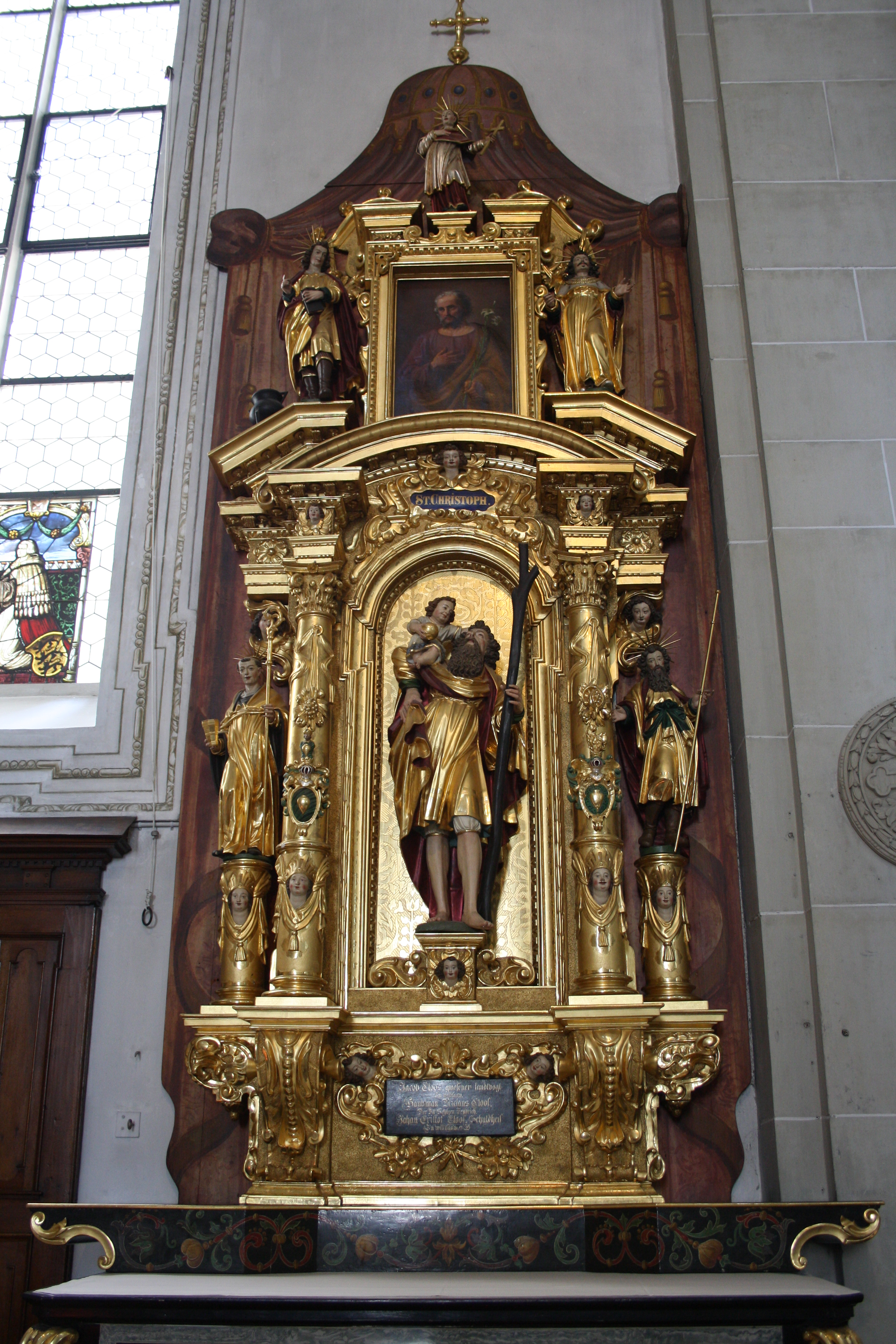
Алтарь св. Христофора
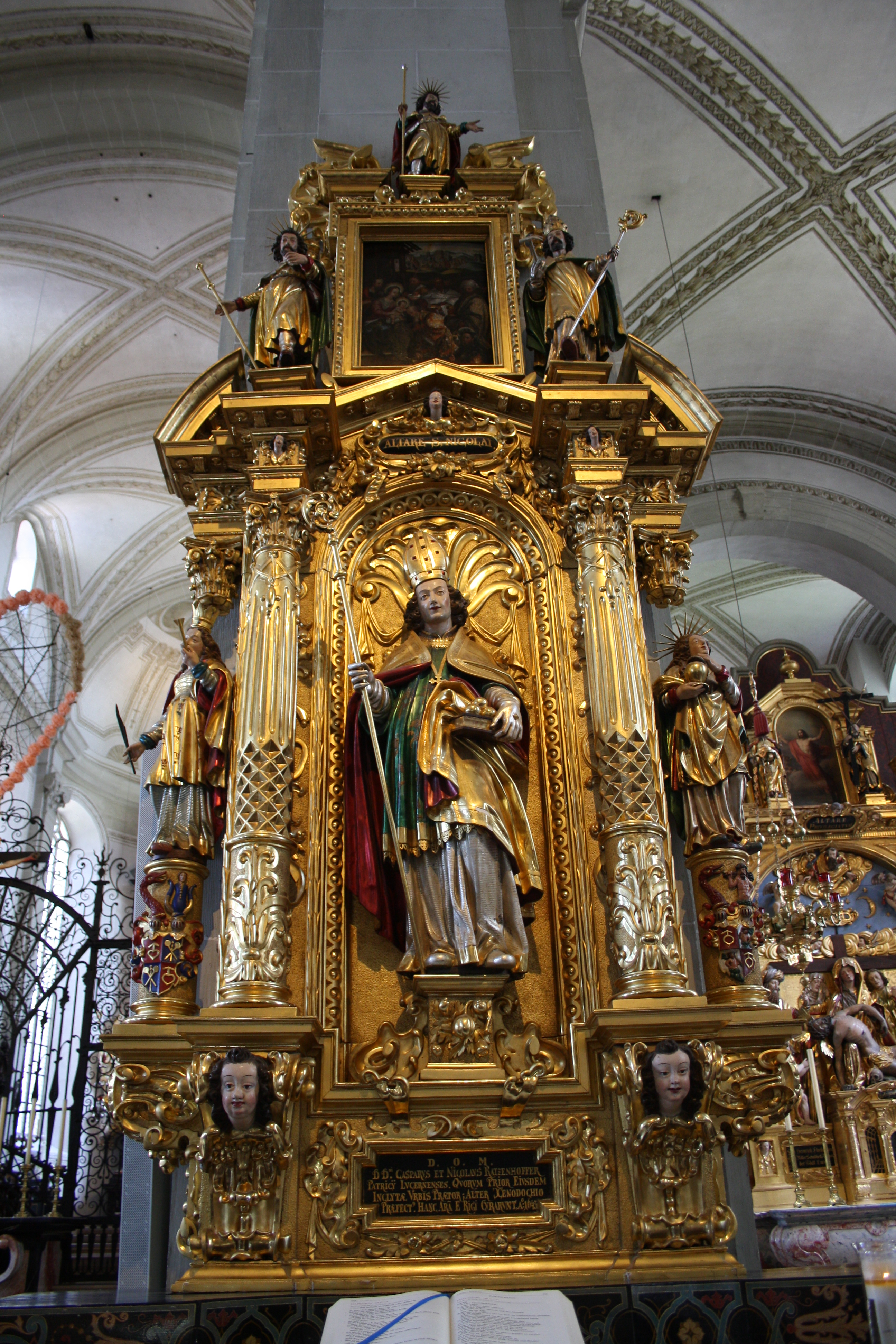
Алтарь св. Николая
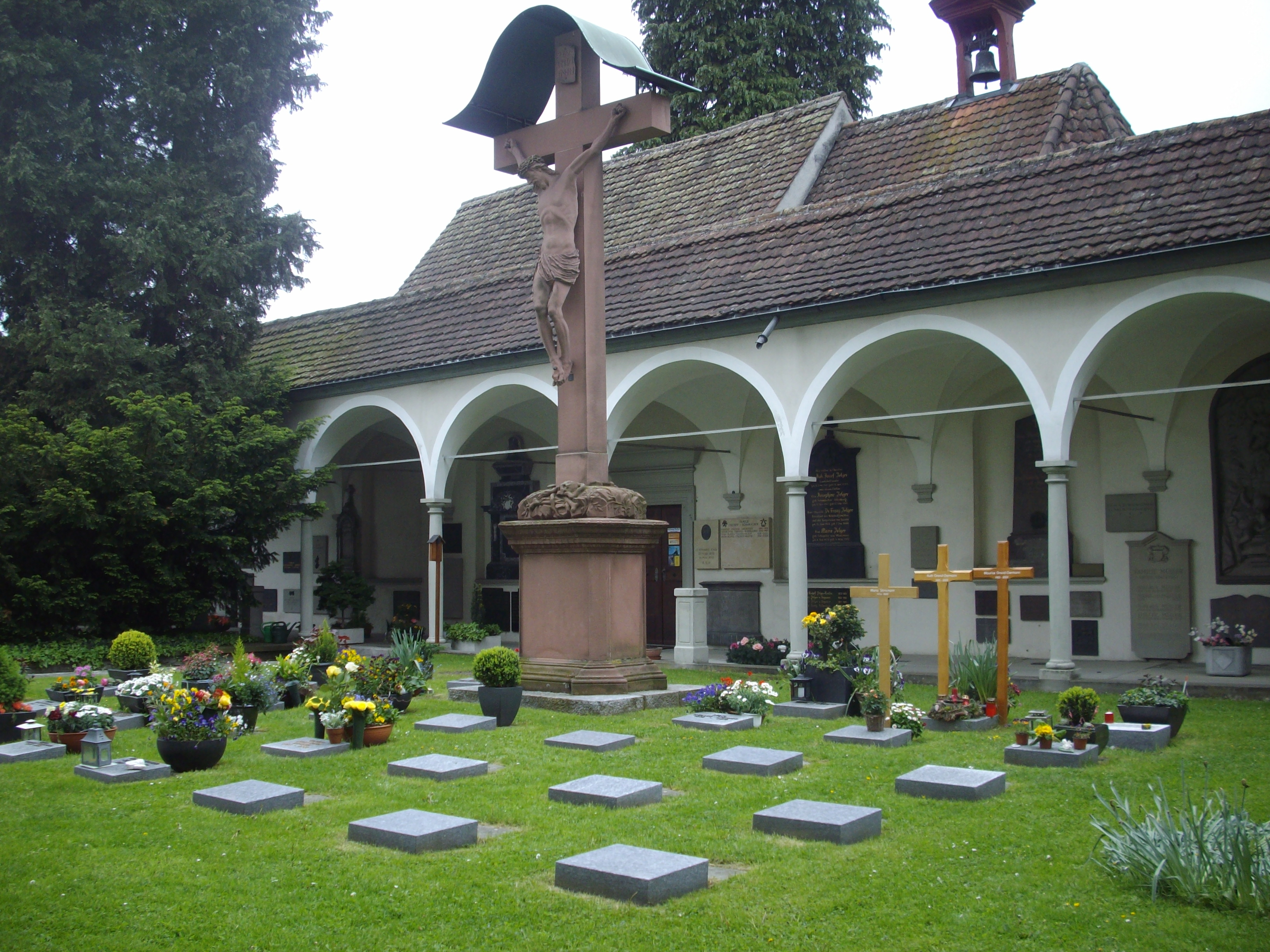
Часть захоронений с северной стороны
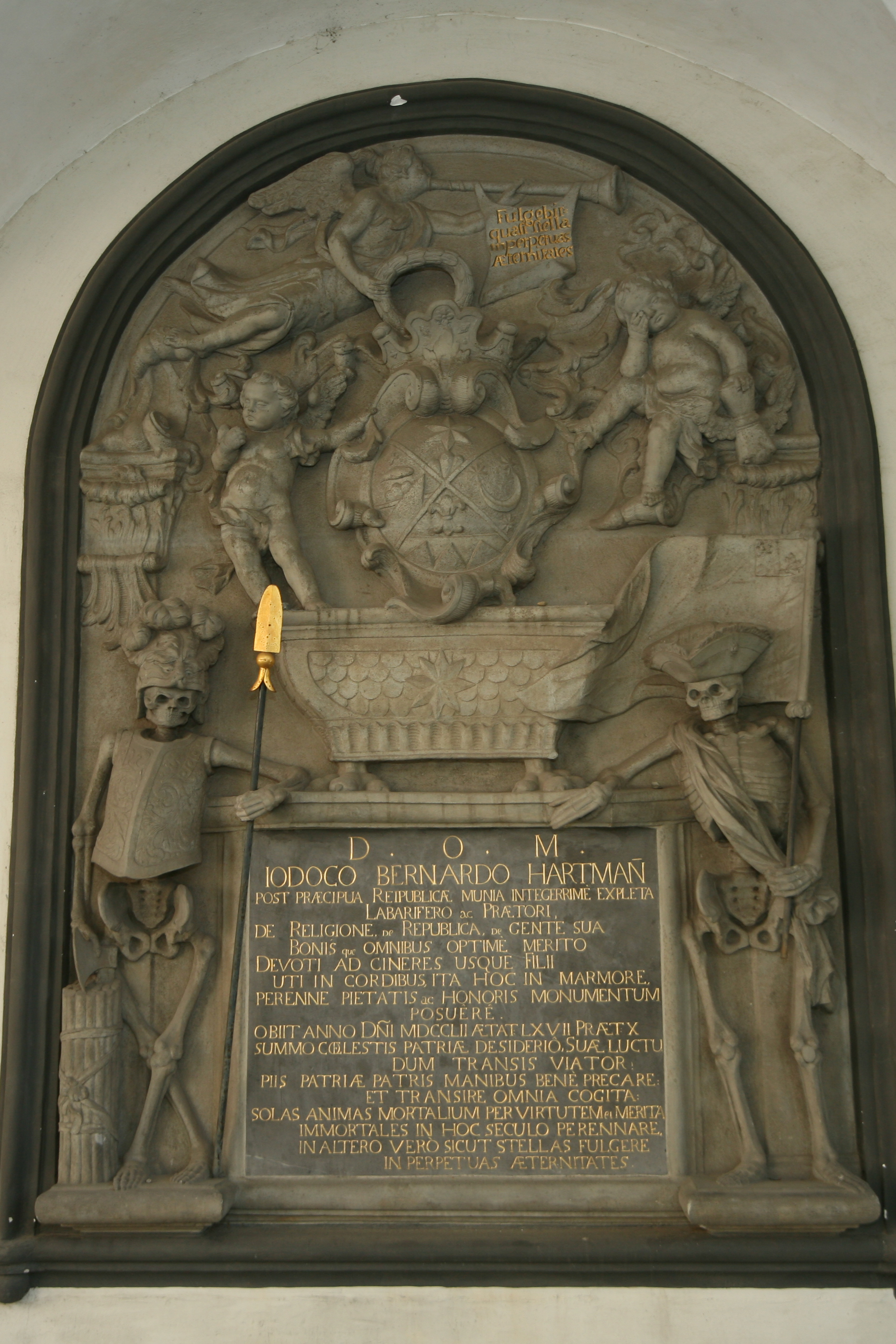
Одна из эпитафий